# 葵上

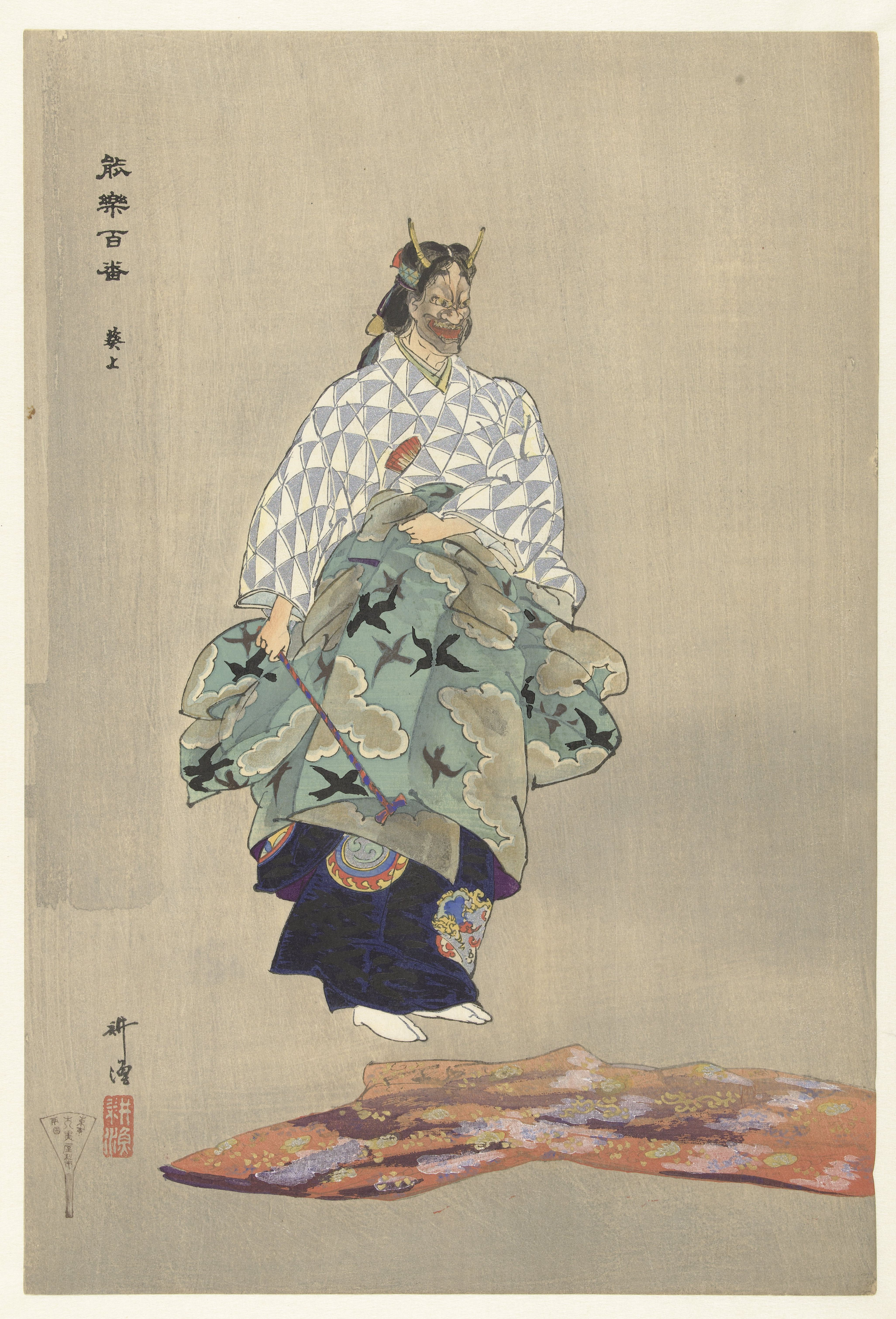
月岡耕漁「能楽百番」より

『葵上』（あおいのうえ）は、『源氏物語』の「葵」巻に取材した能楽作品。世阿弥改作か。
シテは六条御息所の生霊であり、題にもなっている葵の上は一切登場せず、生霊に祟られ寝込んでいることを一枚の小袖を舞台に寝かすこと（出し小袖）で表現している。
六条御息所は賀茂の祭の際、光源氏の正妻である葵の上一行から受けた侮辱に耐え切れず、生霊（前ジテ）となって葵上を苦しめているのである。薬石効なく、ついに修験者である横川の小聖が呼ばれ祈祷が始まると、生霊は怒り、鬼の姿（後ジテ）で現われるが、最後は般若の姿のまま、法力によって浄化される場面で終わる。

## 資料
- 「古作の能」『日本古典文学大系 40 謡曲集 上』横道万里雄:著、岩波書店、1960年12月、ISBN 978-4-00-060040-8
  - オンデマンド版 ペーパーバック、岩波書店、2016年9月13日、ISBN 978-4-00-730493-4